# Сорокин, Игорь Николаевич (государственный деятель)
Сорокин Игорь Николаевич (род. 12 февраля 1970, Новошахтинск) — российский государственный и общественный деятель, мэр города Новошахтинска Ростовской области с 14 сентября 2014 года по 22 марта 2019 года. С 22 октября 2019 года заместитель губернатора Ростовской области – министр промышленности и энергетики

## Биография
В 1987 году окончил среднюю школу № 8 с золотой медалью и поступил в Новочеркасский политехнический институт. В 1988 г. был призван в ряды Советской Армии (студенты большинства вузов в те годы не имели отсрочки), уволен в запас в 1989 году. В 1993 году окончил институт по специальности «Горный инженер-маркшейдер». В 1998 г. прошёл обучение по специальности «Менеджмент» в Ростовском Государственном Университете в рамках Президентской программы подготовки управленческих кадров. В 1999 г. стажировался в Германии по направлению «Стратегический маркетинг и международные стратегические связи» . В ноябре — декабре 2006 г. прошел стажировку по «Программе повышения квалификации в области управления экономикой на региональном и муниципальном уровне» (Президентская программа) в Германии.
В 1993—1998 годах работал на шахте имени В. И. Ленина ОАО «Ростовуголь» горным мастером, заместителем начальника участка, начальником участка, начальником смены.
В 1999 году работал экономистом в Агентстве местного развития города Новошахтинска.
В 1999—2003 годах работал в ОАО «ПТФ „Глория“» помощником директора, мастером, инженером-химиком.
В 2003—2008 годах работал в Администрации города Новошахтинска начальником отдела промышленности, транспорта, связи инвестиционной политики.
В феврале-марте 2007 г. в течение 40 дней в соответствии с Уставом города Новошахтинска исполнял обязанности мэра г. Новошахтинска по решению депутатов Новошахтинской городской Думы четвёртого созыва.
30 ноября 2008 года одержал победу на досрочных выборах депутатов Новошахтинской городской Думы пятого созыва по одномандатному избирательному округу № 17. 1 марта 2009 г. одержал победу на досрочных выборах мэра города Новошахтинска.
1 марта 2009 года избран мэром города Новошахтинска. Повторно переизбран населением города 14 сентября 2014 года со сроком полномочий до 2019 года.
22 марта 2019 года досрочно прекратил полномочия мэра города Новошахтинска в связи с отставкой по собственному желанию.
3 апреля 2019 года указом губернатора Ростовской области был назначен на должность министра промышленности и энергетики Ростовской области.
В октябре 2019 года участвовал в конкурсе по выбору сити-менеджера Ростова, но не пришел на конкурс по выбору главы администрации Ростова-на-Дону и таким образом, выбыл из числа кандидатов.
22 октября 2019 года был назначен на должность заместителем губернатора Ростовской области – министром промышленности и энергетики.

## Награды
- Благодарность Президента Российской Федерации (25.05.2015)[7]
- Медаль «За доблестный труд на благо Донского края» (Указ Губернатора РО от 17.08.2012. № 77)[8]
- Памятный знак «75 лет Ростовской области» (постановление Правительства РО от 22.02.2012.[9]
- Ведомственный знак отличия Федеральной службы государственной статистики — медаль «За заслуги в проведении Всероссийской переписи населения 2010 года» (приказ ФСГС от 14.05.2012. № 273, удостоверение № 138486)[9]
- Почетная грамота Законодательного Собрания Ростовской области (распоряжение Законодательного Собрания РО от 27.08.2014 № 221)[9]
- Благодарность Губернатора Ростовской области (распоряжение от 12.01.2012. № 6)[9]
- Медаль «За заслуги в проведении Всероссийской сельскохозяйственной переписи 2006 года» (приказ ФСГС от 29.12.2006. № 247)[9]